# Pergrubrius
Pergrubrius – w mitologii bałtyjskiej bóg wiosny i roślinności. Patron pierwszych prac polowych i bóstwo zwyciężające zimę. Oddawano mu cześć 22 marca. Składano mu wówczas w ofierze cielęta, barany, owce i koguty, śpiewano hymny i pito duże ilości piwa. 